# Dieter Gosewinkel
Dieter Gosewinkel (* 24. September 1956 in Fürth/Odenwald) ist ein deutscher Historiker und Rechtswissenschaftler. Schwerpunkte seiner Forschungstätigkeit sind die internationale Geschichte der Staatsbürgerschaft, der europäischen Verfassungen und der Zivilgesellschaft. Er ist als Senior Researcher am Wissenschaftszentrum Berlin für Sozialforschung im Bereich Global Constitutionalism sowie als Professor für Neuere Geschichte an der Freien Universität Berlin am Friedrich-Meinecke-Institut für Geschichts- und Kulturwissenschaft tätig.

## Leben und Wirken
Nach dem Abitur am Märkischen Gymnasium in Hamm/Westfalen 1975 und dem Grundwehrdienst studierte Gosewinkel von 1976 bis 1984 Rechtswissenschaft und Neuere Geschichte an den Universitäten Freiburg im Breisgau und Genf. 1982 legte er in Freiburg das Erste Juristische Staatsexamen und erwarb dort im Juli 1984 auch den Magister im Fach Neuere Geschichte mit einer Arbeit über das Verhältnis von Staat und Wirtschaft in der deutschen Staatsrechtslehre 1930–1933. Von 1983 bis 1990 war Gosewinkel Mitarbeiter am Freiburger Institut für Öffentliches Recht bei Ernst-Wolfgang Böckenförde. Im Juli 1990 wurde er ebenfalls in Freiburg bei Heinrich August Winkler mit der Arbeit Adolf Arndt. Die Wiederbegründung des Rechtsstaats aus dem Geist der Sozialdemokratie (1945–1961) zum Dr. phil. promoviert. Anschließend arbeitete er als Wissenschaftlicher Assistent bei Arnulf Baring an der Freien Universität Berlin, wo er sich im Juli 2000 mit einer Arbeit über Die Nationalisierung der Staatsangehörigkeit vom Deutschen Bund bis zur Bundesrepublik Deutschland habilitierte. 2006 legte er zusammen mit Johannes Masing eine umfassende Edition zu den europäischen Verfassungen zwischen 1789 und 1949 vor.
Ab 2002 leitete Gosewinkel die Forschungsgruppe Zivilgesellschaft, Citizenship und politische Mobilisierung in Europa am Wissenschaftszentrum Berlin für Sozialforschung, im Jahr 2011 übernahm er dort die Leitung des Center for Global Constitutionalism. Seit 2009 ist Gosewinkel zudem außerplanmäßiger Professor am  Friedrich-Meinecke-Institut für Geschichts- und Kulturwissenschaft der Freien Universität Berlin.
In seiner Forschung beschäftigt er sich hauptsächlich mit Fragen der Geschichte von Staatsbürgerschaft und Zivilgesellschaft, der Verfassungsgeschichte Deutschlands und Europas im 19. und 20. Jahrhundert sowie der politischen Geschichte Deutschlands und Frankreichs im 20. Jahrhundert.
Dieter Gosewinkel war von 2018 bis 2022 Vorsitzender der Vereinigung für Verfassungsgeschichte. Im Jahr 2022 kuratierte er die Ausstellung Staatsbürgerschaften. Frankreich, Polen, Deutschland seit 1789 am Deutschen Historischen Museum Berlin.

## Auszeichnungen und Fellowships
- 1991: Herbert-Wehner-Preis der Friedrich-Ebert-Stiftung für seine Dissertation
- 2001: Preisträger (Neuere Geschichte) und Preisträger (Neueste Geschichte) „Historisches Buch des Jahres 2001“ von H-Soz-Kult für seine Habilitationsschrift
- 2006: Alfred-Grosser-Gastprofessur Sciences Po, Paris
- 2010/11: Stifterverband-Fellow St.Antony`s College, Oxford University[4]
- 2010/12: Fellow des Max Weber Kollegs für kultur- und sozialwissenschaftliche Studien, Universität Erfurt[5]
- 2013/14: Résident, Institut d`Études Avancées de Paris[6]
- 2016/17: Fellow des Käte Hamburger Kollegs „Recht als Kultur“, Bonn
- 2018/19: Alfred-Grosser-Gastprofessur Sciences Po, Paris
- 2019: Mitglied der Academia Europaea
- 2021: Associate Fellow am Max Weber Kolleg für kultur- und sozialwissenschaftliche Studien, Universität Erfurt
- 2022/23: Fellow des Käte Hamburger Kollegs „Einheit und Vielfalt im Recht“, Münster

## Mitgliedschaften (Auswahl)
- Deutsch-Französisches Komitee für die Erforschung der deutschen und französischen Geschichte des 19. und 20. Jahrhunderts e. V. (Deutsch-Französisches Historikerkomitee)[7]
- Deutsch-Tschechische und Deutsch-Slowakische Historikerkommission[8]
- Vereinigung für Verfassungsgeschichte
- Deutsch-Französisches Doktorandenkolleg[9]

## Schriften (Auswahl)

### Monographien
- Staat, Stände und Verbände. Zum Verhältnis von Staat und Wirtschaft in der deutschen Staatsrechtslehre 1930–1933 (Freiburg (Breisgau), Univ., Mag.-Arb., 1984).
- Adolf Arndt. Die Wiederbegründung des Rechtsstaats aus dem Geist der Sozialdemokratie (1945–1961). Dietz, Bonn 1991, ISBN 978-3-8012-4021-9 (Zugl.: Freiburg (Breisgau), Univ., Diss., 1990).
- Einbürgern und Ausschließen. Die Nationalisierung der Staatsangehörigkeit vom Deutschen Bund bis zur Bundesrepublik Deutschland (= Kritische Studien zur Geschichtswissenschaft. Bd. 150). 2. Auflage. Vandenhoeck & Ruprecht, Göttingen 2003, ISBN 978-3-647-35165-0 (Zugl.: Berlin, Freie Univ., Habil.-Schr., 2000 u.d.T.: Staat, Nation, Volk. Staatsangehörigkeit und Einbürgerungspolitik vom Deutschen Bund bis zur Bundesrepublik Deutschland).
- Schutz und Freiheit? Staatsbürgerschaft in Europa im 20. und 21. Jahrhundert. Suhrkamp, Berlin 2016, ISBN 978-3-518-29767-4
- Struggles for belonging. Citizenship in Europe, 1900–2020. Oxford University Press, Oxford 2021, ISBN 978-0-19-884616-1.

### Herausgeberschaften
- mit Dieter Rucht, Wolfgang van den Daele, Jürgen Kocka: Zivilgesellschaft – national und transnational. Berlin 2003, ISBN 3-89404-299-0.
- Wirtschaftskontrolle und Recht in der nationalsozialistischen Diktatur. Klostermann, Frankfurt a. M. 2005, ISBN 978-3-465-03366-0.
- mit Johannes Masing: Die Verfassungen in Europa (1789–1949). Wissenschaftliche Textedition unter Einschluss sämtlicher Änderungen und Ergänzungen sowie mit Dokumenten aus der englischen und amerikanischen Verfassungsgeschichte. Beck, München 2006, ISBN 978-3-406-55169-7.
- mit Alain Chatriot: Les Figures de l’État en Allemagne et en France 1870–1945. Figurationen des Staates, Deutschland und Frankreich, 1870–1945 (= Pariser Historische Studien, Bd. 72). Oldenbourg, München 2006, ISBN 978-3-486-57671-9.
- mit Gunnar Folke Schuppert: Politische Kultur im Wandel von Staatlichkeit. Edition Sigma, Berlin 2008, ISBN 978-3-89404-007-9.
- mit Paul Nolte: Planung im 20. Jahrhundert (= Themenheft Geschichte und Gesellschaft, Jg. 34, H. 3). Vandenhoeck & Ruprecht, Göttingen 2008.
- mit Alain Chatriot: Koloniale Politik und Praktiken Deutschlands und Frankreichs 1880–1962. Politiques et pratiques coloniales dans les empires allemands et français 1880–1962 (= Schriftenreihe des Deutsch-Französischen Historikerkomitees). Bd. 2, Steiner, Wiesbaden 2010, ISBN 978-3-515-09670-6.
- Anti-liberal Europe. A Neglected Story of Europeanization (= New Perspectives on German History). Berghahn Books, Oxford/New York 2015, ISBN 978-1-78238-426-7.
- mit Dieter Rucht: Transnational Struggles for Recognition. New Perspectives on Civil Society since the 20th Century. Berghahn Books, New York/Oxford 2017, ISBN 978-1-78533-311-8.
- mit Miloš Řezník, Roman Holec: Eigentumsregime und Eigentumskonflikte im 20. Jahrhundert. Deutschland und die Tschechoslowakei im internationalen Kontext. Klartext Verlag, Essen 2018, ISBN 978-3-8375-1943-3.
- mit Oliver Lepsius, Peter Oestmann: Vom Reichsbewusstsein zum Verfassungspatriotismus. Zusammengehörigkeit durch Rechtsregeln. Tagung der Vereinigung für Verfassungsgeschichte auf der Zeche Zollverein (Essen) vom 17.–19. Februar 2020 (= Der Staat. Beiheft 27). Duncker & Humblot, Berlin 2021, ISBN 978-3-428-18323-4.
- mit Dorlis Blume, Raphael Gross: Staatsbürgerschaften. Frankreich, Polen, Deutschland seit 1789. Piper, München 2022, ISBN 978-3-492-06439-2